# Hrabstwo Grady (Georgia)

Piramida wieku hrabstwa

Hrabstwo Grady – hrabstwo w Stanach Zjednoczonych w południowo-zachodniej części stanu Georgia. Siedziba władz hrabstwa mieści się w miejscowości Cairo.

## Geografia
Według spisu z 2010 roku obszar całkowity hrabstwa obejmuje powierzchnię 454,53 mil² (1 192 km²), z czego 458,12 mil² (1187,5 km²) stanowią lądy, a 2,22 mil² (5,5 km²) stanowią wody.

### Miejscowości
- Cairo
- Whigham

### CDP
- Calvary

### Główne drogi
- Droga krajowa Stanów Zjednoczonych nr 84
- Droga krajowa Stanów Zjednoczonych nr 319

### Sąsiednie hrabstwa
- Hrabstwo Mitchell (północ)
- Hrabstwo Thomas (wschód)
- Hrabstwo Leon, Floryda (południe)
- Hrabstwo Gadsden (południowy zachód)
- Hrabstwo Decatur (zachód)

## Demografia
Według spisu z 2020 roku liczy 26,2 tys. mieszkańców, co oznacza wzrost o 4,9% w porównaniu z poprzednim spisem z roku 2010. Według danych pięcioletnich z 2021 roku 66,2% to biali (56,8% nie licząc Latynosów), 29,7% czarnoskórzy lub Afroamerykanie, 1,8% miało rasę mieszaną, 1,3% to rdzenna ludność Ameryki, 0,8% Azjaci i 0,3% pochodziło z wysp Pacyfiku. Latynosi stanowili 12,3% populacji hrabstwa.

## Religia
W 2020 roku, pod względem członkostwa w hrabstwie przeważają protestanckie wspólnoty baptystyczne (31,1%), zielonoświątkowe (7%), metodystyczne (6,4%) i inne ewangelikalne. Inne religie obejmowały katolików (1,14%), świadków Jehowy (1,05%) i mormonów (0,9%). 

## Polityka
Hrabstwo jest przeważająco republikańskie, gdzie w wyborach prezydenckich w 2020 roku, 65,7% głosów otrzymał Donald Trump i 33,8% przypadło dla Joe Bidena. 